# Kush (drogue)
Pour les articles homonymes, voir Kush.
Ne doit pas être confondu avec la variété de Cannabis indica Kush.
Le kush est une drogue synthétique dérivée du cannabis qui se consomme fumée, mélangée à du tabac ou en « chassant le dragon ». Son utilisation est signalée pour la première fois vers 2016 et il se répand en Sierra Leone et dans les pays d'Afrique de l'Ouest dans le début des années 2020.

## Composition
Le kush est un mélange non standardisé de drogues de synthèse (cannabinoïdes et opioïdes) ajoutées à un support végétal sec pour en faciliter l'inhalation par combustion.
Il contient soit des opioïdes de synthèse extrêmement puissants (nitazènes), soit un cannabinoïde de synthèse (MDMB-4en-PINACA (en)), les deux substances n'étant en général pas mélangées. Divers autres produits sont ajoutés, comme de l'acétone, de la formaline (un produit d'embaumement), du tramadol, ou encore des feuilles de guimauve qui ont un léger effet psychotrope.

## Historique
Cette drogue apparaît en 2016 et commence à faire des ravages dans les bidonvilles de la Sierra Leone au début des années 2020, puis son usage s'accentue et touche les pays voisins dès 2022,.